# Hydropisphaera gigantea
Hydropisphaera gigantea är en svampart som först beskrevs av Speg., och fick sitt nu gällande namn av Rossman & Samuels 1999. Hydropisphaera gigantea ingår i släktet Hydropisphaera och familjen Bionectriaceae.   Inga underarter finns listade i Catalogue of Life.